# Zwartvleugelmonarch
De zwartvleugelmonarch (Monarcha frater) is een zangvogel uit de familie Monarchidae (monarchen).

## Verspreiding en leefgebied
Deze soort komt voor in Nieuw-Guinea en het uiterste noorden van Australië en telt vier ondersoorten:
- M. f. frater: noordwestelijk Nieuw-Guinea.
- M. f. kunupi: het westelijke deel van Centraal-Nieuw-Guinea.
- M. f. periophthalmicus: centraal en zuidoostelijk Nieuw-Guinea.
- M. f. canescens: de eilanden in de Straat Torres en noordoostelijk Australië.

## Status
De grootte van de populatie is niet gekwantificeerd maar de soort wordt omschreven als vrij algemeen. Op de Rode lijst van de IUCN heeft deze soort de status niet bedreigd.